# Тиаа
Тиаа (егип. Tjˁ3) — царица Древнего Египта Нового царства (XVIII династия), супруга фараона Аменхотепа II, мать Тутмоса IV.

## Биография
Тиаа не носила титул «Дочь царя» (S3t-nswt), о её происхождении ничего неизвестно.
Тиаа не изображена на памятниках посвящённых мужу, только на тех, которые были посвящены её сыну.
Имела титулы «Великая жена царя», «мать царя» (Mw.t-nswt), «супруга бога Амона» (Ḥmt-nṯr-n-Jmn) и «жена Бога», а также во времена правления сына Тутмоса её статус повысился до «первой главной жены». Одна из дочерей Тутмоса названа в честь Тиаа.
Она похоронена в гробнице KV32 в Долине царей. Мумия не обнаружена.